# Karl Eberhard Schöngarth
Dr. Karl Eberhard Schöngarth (22 de abril de 1903 – 16 de maio de 1946) foi um nazista ligado ao Holocausto durante a Segunda Guerra Mundial.
Nascido em Leipzig, se tornou membro da Sicherheitsdienst em 1933. Mais tarde, foi para a Sicherheitspolizei. Foi apontado líder da Gestapo nos Países Baixos.
Karl criou uma unidade especial da Einsatzgruppen na Polônia, e foi responsável direto pela morte de 4000 judeus. Schöngarth participou da Conferência de Wannsee em 20 de janeiro de 1942, junto com o Dr Rudolf Lange (Einsatzgruppen A). Foi também o responsável pelo massacre dos professores de Lviv.
Schöngarth foi capturado no final da guerra. Julgado por executar um soldado aliado, foi enforcado em 16 de maio de 1946.
No filme da HBO Conspiracy, Schöngarth é interpretado por Peter Sullivan.

## Carreira militar
Datas de promoção
- SS-Untersturmführer - 9 de novembro de 1936
- SS-Obersturmführer - 20 de janeiro de 1938
- SS-Hauptsturmführer - 20 de abril de 1938
- SS-Sturmbannführer - 1 de agosto de 1938
- SS-Obersturmbannführer - 10 de setembro de 1939
- SS-Standartenführer - 1 de janeiro de 1940
- SS-Oberführer - 30 de janeiro de 1941
- SS-Brigadeführer e Generalmajor der Polizei - 30 de janeiro de 1943